# Liste der Monuments historiques in Semarey
Die Liste der Monuments historiques in Semarey führt die Monuments historiques in der französischen Gemeinde Semarey auf.

## Liste der Objekte
| Bezeichnung               | Beschreibung                               | Standort                     | Kennzeichnung | Schutzstatus | Datum | Bild |
| ------------------------- | ------------------------------------------ | ---------------------------- | ------------- | ------------ | ----- | ---- |
| Skulptur Heiliger Gallus  | Kalkstein, farbig gefasst, 16. Jahrhundert | in der Kirche St-Gall (Lage) | PM21002198    | Classé       | 1969  |      |
| Skulptur einer Märtyrerin | Kalkstein, farbig gefasst, 16. Jahrhundert | in der Kirche St-Gall (Lage) | PM21002199    | Classé       | 1983  |      |